# Habitatges Montseny (Vic)
El barri Habitatges Montseny està situat a la part sud de la ciutat de Vic. Neix a finals dels anys 60 amb l'objectiu que la població immigrant o de poc poder adquisitiu, pogués viure en un espai digne i a l'abast de les seves capacitats econòmiques.
L'origen del barri sorgeix en l'època de la dictadura franquista, quan molts immigrants, la majoria d'origen andalús o, catalans amb poc poder adquisitiu, van immigrar per la recerca de feina. Els primers habitants que van poder instal·lar-se va ser al desembre de l'any 1959. Malgrat que hi havia moltes persones interessades a allotjar-se en un d'aquests habitatges, no totes van poder-hi accedir, ni tampoc va ser fàcil per aquelles persones que al final van acabar-hi vivint. Les primeres famílies que van poder accedir van ser, les nombroses. Les altres famílies van haver d'esperar i entrar en un sorteig, per saber si finalment podrien viure-hi. Les persones seleccionades haurien de pagar 5.000 pessetes, i un cop allotjades 300 pessetes mensuals durant 50 anys, però pels canvis que va haver-hi, es va fer més fàcil adquirir-les en propietat.
En un primer moment el barri va ser batejat com Grupo Nacional de viviendas Francisco Franco, aquest nom als veïns del barri no agradava gens, i no l'utilitzaven. També era conegut com les cases del sindicat, fent referència al sindicat franquista qui va construir els habitatges. Tot i així, el nom més utilitzat va ser el de les cases barates, que el trobaven menys denigrant que el primer nom. I actualment el coneixem com el barri Habitatges Montseny.

## Morfologia urbana
Els Habitatges Montseny es podrien definir com un polígon d'habitatges separats per carrers paral·lels entre si i delimitats per la carretera de la Guixa i l'Av. dels Països Catalans. Aquests són un conjunt de blocs d'habitatge, iguals d'entre si, construïts de manera ràpida i pensats per acollir a persones amb un baix nivell adquisitiu.

## Morfologia Social
Quan va arribar la democràcia, les cases van passar a ser d'Adigsa, un organisme de la Generalitat. Aquest va ser el que va facilitar, a les persones que hi vivien als pisos, el pagament de l'habitatge que quedava pendent i poder-ne ser el propietari. Amb el temps, gran part de la població del barri, va passar a ser d'altres orígens, ja que van arribar nous immigrants. Del Marroc, subsaharians, d'altres països d'Àfrica, sud-americans. I per tant, amb ells arribaven noves cultures, llengües i religions. L'adaptació no va ser fàcil. L'alcalde que hi havia aleshores, Jacint Codina, va proporciona millores com, la creació d'un casal d'avis, l'antiga escola va passar a ser un centre cívic, aquests canvis van ser tranquil·litzadors per a les persones que hi convivien, ja que la incertesa era constat amb tantes cares noves per l'antic barri de les cases barates.
Encara aquests canvis es mantenen, i el barri continua essent de transició, és a dir, hi ha immigrants que arriben i d'altres que marxen. I la quantitat de veïns que varen ser els pioners de viure-hi, cada vegada en són menys i cada vegada són més la quantitat de cultures diferents.

### Demografia
Aquest barri està format majoritàriament per persones immigrants procedents d'arreu del món. El barri el formen un gran nombre de famílies amb nens. Ara bé, anys enrere els primers a arribar als barris eren els homes que, un cop instal·lats i amb els recursos suficients portaven a la resta de la família.

## La vida d'Habitatges Montseny

### Serveis
Els serveis van anant evolucionat, la primera botiga que hi va haver va ser un forn de pa, abans hi havia una persona que repartia el pa amb furgoneta, també van obrir una botiga de queviures i una carboneria, més endavant es van anar iniciant altres negocis com un bar, una espardenyera, fruiteries, una peixateria, carnisseries, un estanc, una drogueria, una botiga de roba, una lleteria, una merceria, un quiosc, una barberia i una botiga d'electricitat. Actualment, hi ha alguns negocis que continuen i d'altres que ja fa molts anys que no hi són. Encara hi podem trobar la botiga de queviures, una carnisseria, bars, un locutori, un pintor, una botiga de segona mà i, nous negocis creats pels nouvinguts, on podem trobar tota mena de productes, i per a totes les cultures. També podem trobar al barri un centre de culte, que va provocar algun malentès i també algun descontentament, per part de veïns de la ciutat. El centre de culte és creat per la comunitat sikh, i està obert per a tota la població, segons uns veïns del barri, ja que donen un cop de mà a persones sense recursos. Tot i que està obert a tothom, la majoria de persones que hi accedeixen són els propis membres de la comunitat.
També és important destacar l'antic CEIP Montseny. Era una escola que estava situada al sud a aquesta zona coneguda com a Habitatges Montseny. Com s'ha explicat anteriorment, el barri va perdre la població autòctona i va haver una gran arribada d'immigració a causa dels preus assequibles i la imatge d'un barri amb problemes de convivència que va fer que molts pisos quedessin buits i fossin llogats o venuts a nous immigrants. I és per això que aquest fet va quedar reflectit a l'antic CEIP Montseny a causa del gran nombre d'alumnes estrangers. Amb aquesta realitat social i la percepció que la majoria de la gent de la ciutat de Vic tenia de l'escola d'aquest barri, va fer que es portessin a terme diferents canvis. Un dels que voldríem d'estacar, és la incorporació de la figura de l'educador social al centre per donar resposta a totes les necessitats que van sorgir dels alumnes de l'escola.

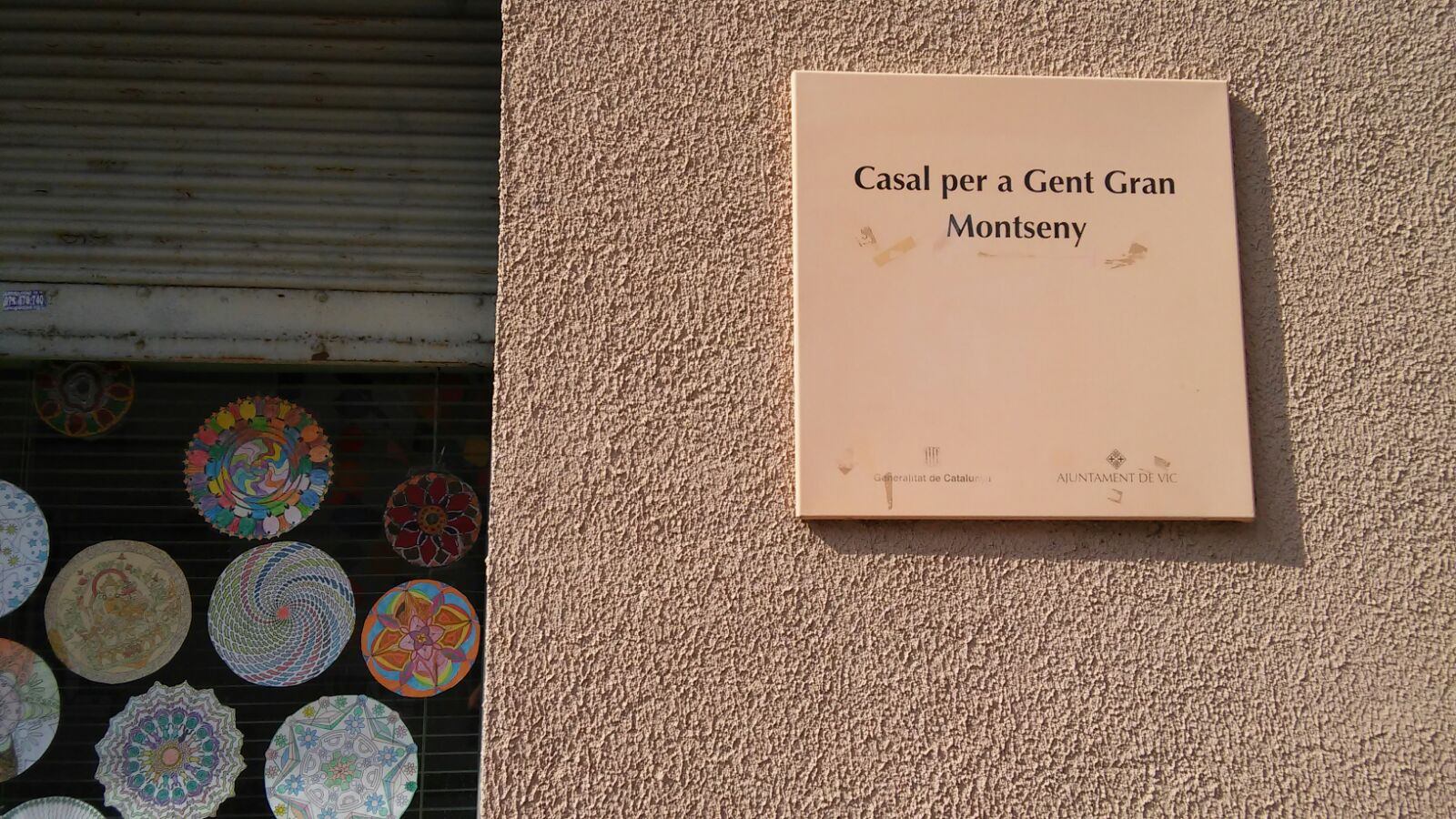
Casal d'avis del barri

A part d'això, es va fer un canvi d'ubicació del centre, traslladant-se a uns 1.000 m de distància del CEIP Montseny i va aconseguir nous i millorats espais per l'alumnat. Va néixer doncs, el curs 2007-2008 amb un total de 294 alumnes de 22 cultures diferents, l'actual Escola la Sínia ubicada fora del barri Habitatges Montseny. I l'espai de l'antiga escola va passar a ser el que coneixem ara com l'escola d'adults Habitatges Montseny, on hi ha un gran ventall d'activitats, influint activitats de cuina.

### Entitats
Actualment al barri trobem diverses entitats. Una d'elles és el Centre de Formació d'Adults Miquel Martí i Pol on es realitzen diferents cursos destinats a persones adultes per tal que aquests tinguin l'oportunitat d'ampliar horitzons.
També trobem l'Associació de veïns del barri Pla del Remei, la Unió de Comerciants del Remei-Estadi i la Mancomunitat de Veïns dels Habitatges Montseny.

### Festes del barri
Les festes d'aquest barri sempre han estat bastant participatives. Algunes de les celebracions són les festes de Nadal, la festa del Baisakhi de la comunitat Sikh, festa de Sant Joan al Casal d'Avis, entre d'altres.
Amb motiu de les festes de Nadal, la Mancomunitat de Propietaris dels Habitatges Montseny, la Biblioteca Montseny i el CFA Martí i Pol (escola d'adults) han col·laborat en més d'una ocasió en l'elaboració de decoracions, per tal de donar als carrers un aire nadalenc. Organitzen el taller Decorem el Barri. En aquest taller, utilitzant material reciclat, s'elaboren les decoracions. També, fan cantades de Nadales per part del cor, en el qual participen tots els assistents.
Per altra banda, la celebració del Sikhisme se celebra a diverses poblacions de Catalunya. A Vic es concentren prop de 1.500 sikhs d'arreu del país. La festa es localitza al temple de la comunitat als Habitatges Montseny. Des d'allà s'inicia una marxa que recorren algunes zones de la ciutat, com la carretera de la Guixa o la Universitat i el carrer Verdaguer. A dos punts del trajecte s'ofereix menjar a la resta de persones com veïns o veïnat.
Una altra celebració és la Festa de Sant Joan al Casal d'Avis que l'ajuntament de Vic té als Habitatges Montseny i que des de fa dos anys gestiona i dinamitza l'Associació Ashes, portada per Miquel Riera i Joan Redorta. En l'acte hi apareixen un centenar d'usuaris del casal i veïns. Es porta a terme una exposició de treballs manuals i un berenar per a tothom, acompanyat d'actuacions musicals, ball i un humorista. Cada cop més, el Casal d'Avis es converteix en un espai social on els assistents poden relacionar-se, llegir, fer treballs manuals, tallers, passis de cinema i moltes altres activitats proposades i dirigides pels professionals i voluntaris d'Ashes.

### Rosita Verdaguer
Expresidenta de l'associació de veïns i de la Mancomunitat dels Habitatges Montseny. la Rosita Verdaguer va ser una incombustible activista veïnal del barri del Remei que va morir l'any 2015. L'any 2016 es va donar nom de Rosita Verdaguer a l'espai public que hi ha just a l'entrada del Centre Cívic Montseny.